# Caratteristiche di albedo lunari
Segue una lista delle albedo presenti sulla superficie della Luna. La nomenclatura della Luna è regolata dall'Unione Astronomica Internazionale; la lista contiene solo caratteristiche ufficialmente riconosciute da tale istituzione.
Storicamente la Luna è stato l'unico corpo celeste le cui variazioni di albedo sono state osservabili senza l'ausilio dei telescopi e le caratteristiche hanno nel tempo avuto diverse denominazioni ed interpretazioni in varie culture. Le basi della nomenclatura moderna risalgono alla mappa lunare del 1651 di Giovanni Riccioli che, con le sue evoluzioni e ampliamenti, è stata fatta propria dall'IAU nel XX secolo.
Il progredire delle capacità osservative aveva nel tempo portato a confermare una precisa natura geologica alle caratteristiche osservate sulla Luna che erano state associate a corpi acquatici se scure e a zone terrestri se chiare. Ad oggi l'IAU riconosce una sola caratteristica di albedo lunare introdotta nel 1935 e risultata poi non associabile con nessuna reale struttura.

## Prospetto
| Albedo       | Eponimo                                            | Latitudine | Longitudine | Diametro |
| ------------ | -------------------------------------------------- | ---------- | ----------- | -------- |
| Reiner Gamma | Vincenzo Renieri - Astronomo italiano (1606-1647). | 7,39° N    | 58,96° W    | 73,44 km |